# Ebenezer Emergency Fund
Der Ebenezer Emergency Fund ist eine von Gustav Scheller 1991 in England gegründete evangelikale Organisation, die auf Basis von biblischer Prophetie ihren Auftrag darin sieht, den Juden in der Diaspora die Möglichkeit zur Rückkehr nach Israel zu geben.
Sie bezieht sich auf Bibelstellen, die eine Rückkehr des Jüdischen Volkes nach Israel nach der Vertreibung in die Diaspora beschreiben sollen.
In der Wendung
„Darum siehe, Tage kommen, spricht der HERR, da wird man nicht mehr sagen: So wahr der Herr lebt, der die Söhne Israel aus dem Land Ägypten heraufgeführt hat! – sondern: So wahr der HERR lebt, der die Söhne Israel aus dem Land des Nordens heraufgeführt hat und aus all den Ländern wohin er sie vertrieben hatte! Und ich werde sie in ihr Land zurückbringen, das ich ihren Vätern gegeben habe.“ (Jeremia 16, 14 f.)
deutet sie heute das Land des Nordens als die GUS und konzentrierte daher ihre Aktivitäten zunächst in diesen Ländern.
Der Ebenezer Emergency Fund übernimmt die Kosten der Auswanderung meist erforderlichenfalls in voller Höhe. Zudem wurden bis 2004 verschiedene Schiffsreisen von Odessa, Ukraine nach Haifa, Israel organisiert. Ebenezer verhalf bisher über 100.000 Juden nach Israel.
Finanziert wird die Organisation fast ausschließlich von Spenden aus der ganzen Welt. Zudem sind immer viele Volontäre im Einsatz und Ebenezer arbeitet mit verschiedenen jüdischen Organisationen zusammen.
Es gibt in Deutschland zwei Organisationen, die dieses Ziele verfolgen:
- Ebenezer Hilfsfonds Deutschland e.V., Hamburg, der 1994 von Gustav Scheller gegründet wurde und unverändert bis heute arbeitet, seit 2008 ohne Verbindung zur Internationalen Organisation.[1]
- Ebenezer Emergency Fund International (Deutschland) e.V., der 2008 gegründet wurde.[2]